# نادي الوداد (كرة الماء)
نادي الوداد الرياضي المعروف أيضًا باسم الوداد البيضاوي أو الوداد، هو نادي رياضي مغربي من مدينة الدار البيضاء. تأسّس فرع كرة الماء لنادي الوداد الرياضي في 8 ماي 1937 على يد محمد بنجلون التويمي، ويُعتبر أول فرع يتم تأسيسه بالوداد الرياضي.
يعتبر فريق الوداد لكرة الماء أنجح فريق في المغرب، حيث لديه أكبر عدد من الألقاب وطنيا وإقليميا، فالوداد هو حامل الرقم القياسي لبطولة المغرب وكأس العرش وكأس السوبر.

## تاريخ

صورة الحاج محمد بنجلون، مؤسس نادي الوداد الرياضي.

لم يكن تأسيس فرع كرة الماء سهلا، فقد ظلت سلطات الحماية ترفض منح الترخيص للفريق على امتداد سنوات طويلة، إذ كلما قدم الراحل محمد بنجلون الطلب إلا وقوبل بالرفض، ولم ينجح الفريق في الحصول على الترخيص إلا في سنة 1937 بوساط أعضاء من النادي المغربي بالدار البيضاء، بعدما عاود بنجلون تقديم الطلب بمناسبة معرض باريس.
بداية الحكاية كانت من إحدى المسابح المتواجدة بمدينة الدار البيضاء، حيث أن هذه المسابح كان لا يلجها إلا المنخرطون بأحد الأندية الرياضية، التي كانت في معظمها أوروبية خاضعة لجامعة السباحة، غير أنه في سنة 1935 بدأ المغاربة في الانخراط في هذه النوادي، ومع تزايد أعدادهم سيثير ذلك حفيظة الفرنسيين، الذين دعوا إلى منع المغاربة من دخول المسابح، قبل أن ينصحوهم بتأسيس نوادٍ خاصة بهم يفرضون وجودهم بها على الجامعة، ويكون من حقهم الاستفادة من المسابح، لذلك انطلقت فكرة تأسيس ناد للسباحة وكرة الماء وهو أول فرع رياضي للنادي. حصل الوداد الرياضي بداية على ترخيص من أجل تأسيس فرع كرة الماء سنة 1937، وهو الترخيص الذي كان مشروطا بالابتعاد عن الدين والسياسة والعنصرية، وأن تضم تشكيلة المكتب مغاربة وأجانب. أُسندت الرئاسة للحاج محمد بنجلون الذي يعتبر المؤسس الأول للفريق.

## ألقاب النادي
|  | البطولات       | الألقاب | السنوات |
|  | -------------- | ------- | --- |
|  | الدوري المغربي | 35      | 1957، 1958، 1959، 1960، 1969، 1970، 1971، 1972، 1973، 1974، 1975، 1976، 1977، 1978، 1979، 1980، 1981، 1982، 1983، 1984، 1991، 1992، 1993، 1994، 2002، 2003، 2007، 2008، 2011، 2014، 2015، 2018، 2019، 2024، 2025 |
|  | كأس العرش      | 29      | 1957، 1972، 1973، 1974، 1975، 1976، 1977, 1978، 1979، 1980، 1981، 1982، 1983، 1984، 1994، 2000، 2002، 2005، 2007، 2008، 2009، 2010، 2012، 2013، 2015، 2018، 2019، 2023، 2024                                     |
|  | كأس السوبر     | 3       | 2007، 2011، 2014 |

- رقم القياسي